# Comuna Marciîhîna Buda, Iampil
Marciîhîna Buda (în ucraineană Марчихина Буда) este o comună în raionul Iampil, regiunea Sumî, Ucraina, formată din satele Demeanivka, Lomlenka, Marciîhîna Buda (reședința), Rodionivka și Rudenka.

## Demografie
Componența lingvistică a comunei Marciîhîna Buda
     Ucraineană (95,72%)
     Rusă (3,98%)
     Alte limbi (0,23%)
Conform recensământului din 2001, majoritatea populației comunei Marciîhîna Buda era vorbitoare de ucraineană (95,72%), existând în minoritate și vorbitori de rusă (3,98%).